# إيست ثوروك يونايتد
إيست ثوروك يونايتد (بالإنجليزية: .East Thurrock United F.C)‏ هو نادٍ لكرة القدم مقره في كورينغهام، إسيكس، إنجلترا. هم حاليًا أعضاء في دوري إسثميان القسم الشمالي، ويلعبون في روكري هيل.